# 小針樹生
小針 樹生（こばり じゅしょう、1952年12月3日 - ）は日本の彫刻家。平櫛田中の内弟子で木彫から象牙彫刻（牙彫〔げちょう〕に転向した父・小針敏生に師事。数少ない日本の象牙置物作家の1人。西洋風の女性像を得意とする。

## 作風
作風としては、人物の置物が中心で佛物から、老人・子供と全てをこなすが、特に西洋風な女性物を得意とし、しなやかでかつ繊細な線を活かした女性美の中に躍動感を表現した妖精シリーズは有名であり、第一人者と云われている。
主な材料は、象牙、ピンクアイボリー、一位、黄楊。
主題は女性像、観音、仏像、人物、妖精など。

## 経歴
1952年（昭和27年）東京都荒川区西日暮里の象牙彫刻の一家である小針家に生まれる。幼い頃から象牙彫刻を行い、高校を卒業し、父・小針敏生に弟子入りする。
1981年（昭和56年）に日本象牙彫刻会に入会する。
1986年（昭和61年）に現代作家選抜創人会展に出品する。
1988年（昭和63年）に日本象牙彫刻会を脱会し、創人会に入会する。
1996年（平成8年）に日本象牙彫刻会に再び入会 彫刻教室の講師に就任。
2000年（平成12年）に日本象牙彫刻会 副会長に就任。
2002年（平成14年）に日本象牙彫刻会(現日本左刃彫刻会) 会長に就任。
2006年（平成18年）に急性心筋梗塞となったが、早期治療により回復、体調を考慮し日本象牙彫刻会 会長を辞任。現在は個人で活動をしている。

## 主な作品
| 1982年（昭和57年） | 第七回 日本の象牙彫刻展「めばえ」にて奨励賞受賞                                      |
| 1983年（昭和58年） | 第八回 日本の象牙彫刻展「ときめき」にて上野の森美術館賞受賞                          |
| 1984年（昭和59年） | 第九回 日本の象牙彫刻展「讃歌」にて上野の森美術館賞受賞                              |
| 1985年（昭和60年） | 第十回 日本の象牙彫刻展「白い妖精」にて冨永記念賞受賞                                |
| 1996年（平成8年）  | 第十九回 日本の象牙彫刻展「妖精のささやき」にて森村豊明会賞受賞                      |
| 〃                 | 第一回 日本象牙工芸展「美の調べ」にて大阪府知事賞受賞                                |
| 1997年（平成9年）  | 第二十回 日本の象牙彫刻記念展「白い妖精」にて第一回 高円宮賞受賞                     |
| 1998年（平成10年） | 第二十一回 日本の象牙彫刻展「妖精のきらめき」にて冨永記念賞受賞                      |
| 〃                 | 第三回 日本象牙工芸展「いすと妖精」にて通産大臣賞受賞                                |
| 2000年（平成12年） | 第四回 日本象牙工芸展「帽子の女」にて通商産業省生活産業局長賞受賞                    |
| 2001年（平成13年） | 第二十四回 日本の象牙彫刻展 「予感」にて奨励賞受賞                                   |
| 2002年（平成14年） | 第二十五回 日本の象牙彫刻記念展「ゆりいすと妖精」にて読売新聞社賞受賞                |
| 〃                 | 第五回 日本象牙工芸展「踊る妖精」にて通商産業省生活産業局長賞受賞                    |
| 2003年（平成15年） | 第二十六回 日本の象牙彫刻展 「聖なる誓い」にて文部科学大臣賞受賞                     |
| 〃                 | 第五回 日本象牙工芸展「踊る妖精」にて通商産業省生活産業局長賞受賞                    |
| 2003年（平成15年） | 第二十六回 日本の象牙彫刻展 「聖なる誓い」にて文部科学大臣賞受賞                     |
| 〃                 | 第六回 日本の象牙工芸展 「祈りの舞い」にて東京都知事賞受賞                           |
| 2004年（平成16年） | 第二十七回 日本の象牙彫刻展 「終演」にて読売新聞社賞受賞                             |
| 2005年（平成17年） | 第二十八回 日本の象牙彫刻展 「聖大士」を高円宮家の当主である憲仁親王妃久子殿下へ献上 |
| 2007年（平成19年） | 横浜髙島屋 悠遊会展に「唄う妖精」を出品                                              |
| 2010年（平成22年） | 第三回 横浜髙島屋悠遊会展に「夏の香り」を出品                                        |
| 〃                 | 第四回 横浜髙島屋悠遊会展に「希望の空天までとどけ」を出品                            |
| 2013年（平成25年） | 第一回 名古屋髙島屋 悠遊会展に「人魚の想い」を出品                                   |
| 〃                 | 第六回 横浜髙島屋 悠遊会展に「チェロワルツ」を出品                                   |
| 〃                 | 第一回 日本橋髙島屋 悠遊会展に「風の舞」を出品                                       |